# Райнър Уайс
Райнър Уайс или Райнер Вайс (на немски: Rainer Weiss) е роден в Германия американски физик, известен с приносите си към графитационната физика и астрофизиката. Той е професор емеритус по физика в Масачузетския технологичен институт и нещатен професор в Луизианския държавен университет.
Прави първите измервания на спектъра на реликтовото излъчване (космическото микровълново фоново лъчение) и е съосновател и научен съветник на сателита NASA COBE.
Уайс е известен с изобретяването на техниката на лазерна интерферометрия, която съставлява основната функционалност на Лазерната интерферометрична обсерватория за гравитационни вълни (Laser Interferometer Gravitational-Wave Observatory, LIGO) в Ханфорд Сайт, щата Вашингтон.
През 2017 г. Уайс е отличен заедно с Кип Торн и Бари Бариш с Нобелова награда за физика за „определящите им приноси към ЛИГО детектора и наблюдението на гравитационните вълни“. Половината от наградата е за Уайс, а Торн и Бариш си разделят по четвъртинка.